# 借りぐらしのアリエッティ
『借りぐらしのアリエッティ』（かりぐらしのアリエッティ、英：The Borrower Arrietty、北米：The Secret World of Arrietty）は、2010年7月17日に公開されたスタジオジブリ制作の日本のアニメーション映画。監督は本作が初監督作品となる米林宏昌。メアリー・ノートンの著書『床下の小人たち』を原作として、翻案・脚色された作品であり、人間の屋敷で物を借りながら隠れ暮らす小人の一家や、小人の少女アリエッティと人間の少年翔の交流を描く。

## あらすじ
14歳の小人の少女・アリエッティは両親と3人、人間に見られてはいけないという掟の下、郊外にある古い屋敷の床下で人間の生活品を「借り」ながら密かに慎ましく暮らしていた。
彼女が初めての「借り」を夜に控えたある日、人間の少年・翔が療養のため静かなこの屋敷へやってきた。その夜の借りで翔に見つかり、戦利品の角砂糖も逃げる時にうっかり取り落としてしまう。一度、翔の出方をみることにした父・ポッドと彼女だったが、母と大叔母から小人の話をよく聞かされていた翔は3人との接触を試みるようになる。
これに対しアリエッティは独断で動き網戸越しに気取られてしまうが、家族の安全のため、自分達小人と関わらないよう頼む。そこへイタズラ者のカラスが乱入して、この騒動で家政婦のハルは翔を怪しむようになる。その夜、翔は部屋の寝室にあるドールハウスは翔の曽祖父がこの屋敷に住んでいる小人達への贈り物として造らせた物だと知る。
一方、引越し先を探しに行っていたポッドはスピラーの助けにより無事帰り、スピラーから引越し先のアテやアリエッティ達以外にも小人達が無事でいるとの報せを得る。ポッドは、生き延びるために家人に見つかったこの家から去る決意を語る。その時彼女らの家は揺れ、歪み、見慣れたキッチンは剥がれ、換わりにドールハウスのキッチンが降って来た。全て翔の善意によるものだったが、結果として引越しは確定的となってしまう。
別れを告げるため、庭で休む翔の前に隠れることなく現れたアリエッティ。そんな彼女に憎まれ口を叩いてしまう翔だったが、守りたかったがための自分の行いが結果として彼女の住処を壊してしまったことを詫びる。さらに自分は心臓の病で手術を受けるのだが、きっと死ぬのだろうと彼女に告げる。その時、翔の動向を窺っていたハルはついに小人の住処を発見し、アリエッティの母・ホミリーを捕獲すると、瓶の中に閉じ込めてしまう。部屋に戻った翔はハルによって知らぬ間に閉じ込められてしまうが、そこへ現れたアリエッティにホミリーがいなくなったことを告げられる。悲しむアリエッティに、翔は共にホミリーを探すことを提案する。部屋から脱出して台所へ来た2人は、ホミリーを救出することに成功する。
その日の夜、アリエッティと両親はスピラーとの待ち合わせ場所である川へ向かう。明け方、飼い猫のニーヤの知らせでアリエッティが川にいることを知った翔は、川へと急ぐ。一方、ようやく川に到着したアリエッティ達は、スピラーと共に船代わりのやかんに荷物を積み始める。そしてアリエッティは、そこへ現れた翔に別れを告げると、引っ越し先を目指して川を下っていった。

## 登場人物

### 小人たち
アリエッティ
声 - 志田未来（英 - シアーシャ・ローナン / 北米 - ブリジット・メンドラー）
本作の主人公。14歳。貞子達が暮らす屋敷の床下で様々な生活品を借りながら、両親と密かに暮らしている小人の少女。基本的には明朗快活で人間や家猫、虫に対して物怖じしない性格。冒頭、母親の誕生日のためにローリエと紫蘇の葉、そして自分の部屋に飾る花を採りに出たところを翔に目撃されてしまう。最初は翔を警戒していたが、彼の暖かさと優しさに触れた事で少しずつ心を通わせていき、母のホミリーが捕まった時は迷わず翔に助けを求める。
別れの際は励ましの言葉と、角砂糖と交換する形で髪留めにしていた洗濯バサミを渡した。
ホミリー
声 - 大竹しのぶ（英 - オリヴィア・コールマン / 北米 - エイミー・ポーラー）
アリエッティの母親。52歳。豊かな表情とやや大げさな身振り手振りが多い。借り物を工夫して家庭を切り盛りしている。衣服などサイズの合う既製品が無い場合洋裁等で作成している模様。長年の工夫を重ねた結果である現在の住処での生活を気に入っている。虫は苦手の様子。本物の海を見るのが夢で、ガラス窓を模した物の背景の海の絵は3年間も取り替えていない。ドールハウスのキッチン用品に憧れていたが、物が無くなったらすぐ分かってしまうと夫に言われているため我慢している。
ポッド
声 - 三浦友和（英 - マーク・ストロング / 北米 - ウィル・アーネット）
アリエッティの父親。61歳。危険な「借り」に出て一家を支える大黒柱。この先自分達に何かあったときのためにアリエッティに初めての「借り」を教える。手先は器用な様で劇中借物を用いて半田付け補修・藁カゴ編み等の工作や華麗なロッククライム術を披露した。
スピラー
声 - 藤原竜也（英 - Luke Allen-Gale / 北米 - モイセス・アリアス）
小人の少年。12歳。家族は居らず、蓑を纏って赤い弓を持ち歩いて1人で野性的な生活を送る。屋外を活発に動いている所為か劇中ではモモンガのように滑空し移動する描写も見られた。脚を怪我したポッドを助け家まで送り届けた。初対面のアリエッティ一家に対しぶっきらぼうな物言いで、多少片言気味に喋る。携帯食としてコオロギの脚を獲ってきていて「食う?」とアリエッティとホミリーに見せたが、2人は気味悪がっていた。
アリエッティと別れの挨拶を交わしている翔を勘違いから弓で射とうとしたり、その後、少し落ち込んでいた彼女を励ます為にラズベリーを渡すなど、アリエッティに気があるらしい描写が随所に見られる。

### 人間
翔（しょう）
声 - 神木隆之介（英 - トム・ホランド Tom Holland / 北米 - デヴィッド・ヘンリー）
12歳。両親は離婚して父親とは別居している。また、外交官の母親・奈津美も仕事柄、海外赴任することが多く、家族との交流は薄い。生まれつき心臓が弱く、過度に運動できない体である。母から屋敷の小人について聞いたことがある。
屋敷へ手術直前の療養のため1週間のみ訪れた初日、家猫のニーヤに絡まれ掛けていたアリエッティを目撃する。年齢の割には落ち着いていて大人びた感性の持ち主だが、手術に対して悲観的になっており、別れを告げに来た彼女に対し（多少自棄気味になりつつ）小人は滅び行く運命だと発言した後､「死ぬのは僕の方だ」とも発言している。しかし基本は穏やかで心優しい少年の様で、小人を見たことは秘密にし、彼女が落とした角砂糖を届けに行ったり、病身を押してアリエッティの母親救出に協力している。小人の掟を知らなかったとはいえ、ドールハウスのキッチンの件は亡き曽祖父の願いを叶え、かつ、アリエッティ達のためになると信じての行動だった。最後には餞別として再び角砂糖を渡し、アリエッティから生きる勇気を得て2日後の手術を「頑張る」と約束して終幕する（冒頭の台詞からその後も存命している事は濃厚）。その時、彼女からいつもつけていた髪留めの洗濯バサミを託される。少なくとも劇中で小人を見た（とされる）人間は翔の曽祖父、母、ハル、翔の4人（翔の大叔母は話に聞く程度）。苗字は不明。
牧 貞子（まき さだこ）
声 - 竹下景子（英 - フィリダ・ロー Phyllida Law / 北米 - グレイシー・ポレッティ Gracie Poletti）
アリエッティの家族が暮らす屋敷の主人。68歳。翔の祖母の妹で、いわゆる大叔母にあたる。病身の身である翔のことを案じ、息子の手術前にも拘らず仕事で外国に出張している翔の母・奈津美を批判する発言をするなど、良心的な人物である。
屋敷の主人だが、表札には「藪」と表記されている。
彼女の屋敷にはニーヤという猫がいる。
愛車は劇中の特徴から、シルバーの『メルセデス・ベンツ・W123』。ナンバープレートは「多摩33　く　・1-03」。
翔に宛てがわれた部屋にあるドールハウスは､「いつか小人が現れた時にプレゼントするため父（翔の曽祖父）がイギリスの職人に作らせたもの」である事を翔に話した。自分も父の願いを叶えたかったが自分では見たことが無く、この家にはもう小人は居ないのかもしれないと半分諦めかけた発言をしている。だが、翔がこっそり戻しておいたドールハウスのキッチンストーブに忘れ置かれていたハーブ入りのティーポットを見つけ、小人が本当にいたのだと分かり喜んでいた。
ハル
声 - 樹木希林（英 - ジェラルディン・マキューアン Geraldine McEwan / 北米 - キャロル・バーネット）
長年住み込みで働いている貞子の屋敷の家政婦。65歳。老眼で少々目が悪い｡愛車の赤い軽自動車の置き方が悪いなど駐車マナーを主人の貞子に度々注意されている模様。小人を捕まえようと試みるが、捕獲を一般の鼠捕り業者に依頼しようとするなど思慮の浅い点も見られる。小人を捕まえることに執念を燃やすことから、当作における事実上の悪役に相当する立場だが、『ロマンアルバム 借りぐらしのアリエッティ』によると、彼女が小人を捕まえることに執着する理由は、金や名声のためではなく「かつて小人を見たが、それを誰にも信じてもらえなかった悔しさを晴らすため」であるらしい。苗字は不明。
その他声の出演
声 - 羽鳥慎一（日本テレビアナウンサー〈当時〉）、吉野正弘

## 主題歌
「Arrietty's Song」
作詞 - セシル・コルベル / 作曲 - サイモン・キャビー（Simon Caby）、セシル・コルベル / 日本語訳詞 - 伊平容子
ジブリ作品では初の、海外の音楽家による主題歌である。
コルベルは2009年4月「私はずっと昔からジブリ映画の大ファンで、私の音楽のすべてはジブリ映画から大きな影響を受けています」という手紙と自身のCDをジブリに送付したのがきっかけで、本作の主題歌を担当した。彼女は作詞作曲のほか、ハープ演奏と歌（日本語版の他、英語・フランス語・ドイツ語・イタリア語でも歌っている）も担当している。
なお、主題歌を担当したセシル・コルベルはTOHOシネマズスカラ座で行われた初日舞台挨拶にサプライズ出演し、ハープ演奏による主題歌の生演奏を披露した。

## 製作
メアリー・ノートンのファンタジー小説『床下の小人たち』(en:The Borrowers)が原作となっている。この作品は1952年に出版され、この年のカーネギー賞を受賞している。この『床下の小人たち』のアニメーション化は、本作の約40年前にも宮崎駿と高畑勲が企画していたが叶わず、2008年初夏に宮崎によって改めて企画され、本作として実現に至った。
宮崎の企画書の段階では『小さなアリエッティ』と題されていた。これは宮崎が主人公の「アリエッティ」という名前の響きが好きでずっと覚えていたためであるが、プロデューサーの鈴木敏夫との対話で「借りぐらし」という設定が今の時代にぴったりだという話に触れたことから、更に『借りぐらしのアリエッティ』へと改題された。脚本は宮崎が中心に発案し、丹羽圭子が取りまとめるという体制となった。宮崎は記憶を頼りに独自の解釈を加えており、アリエッティと少年の淡い恋物語としても描いている。

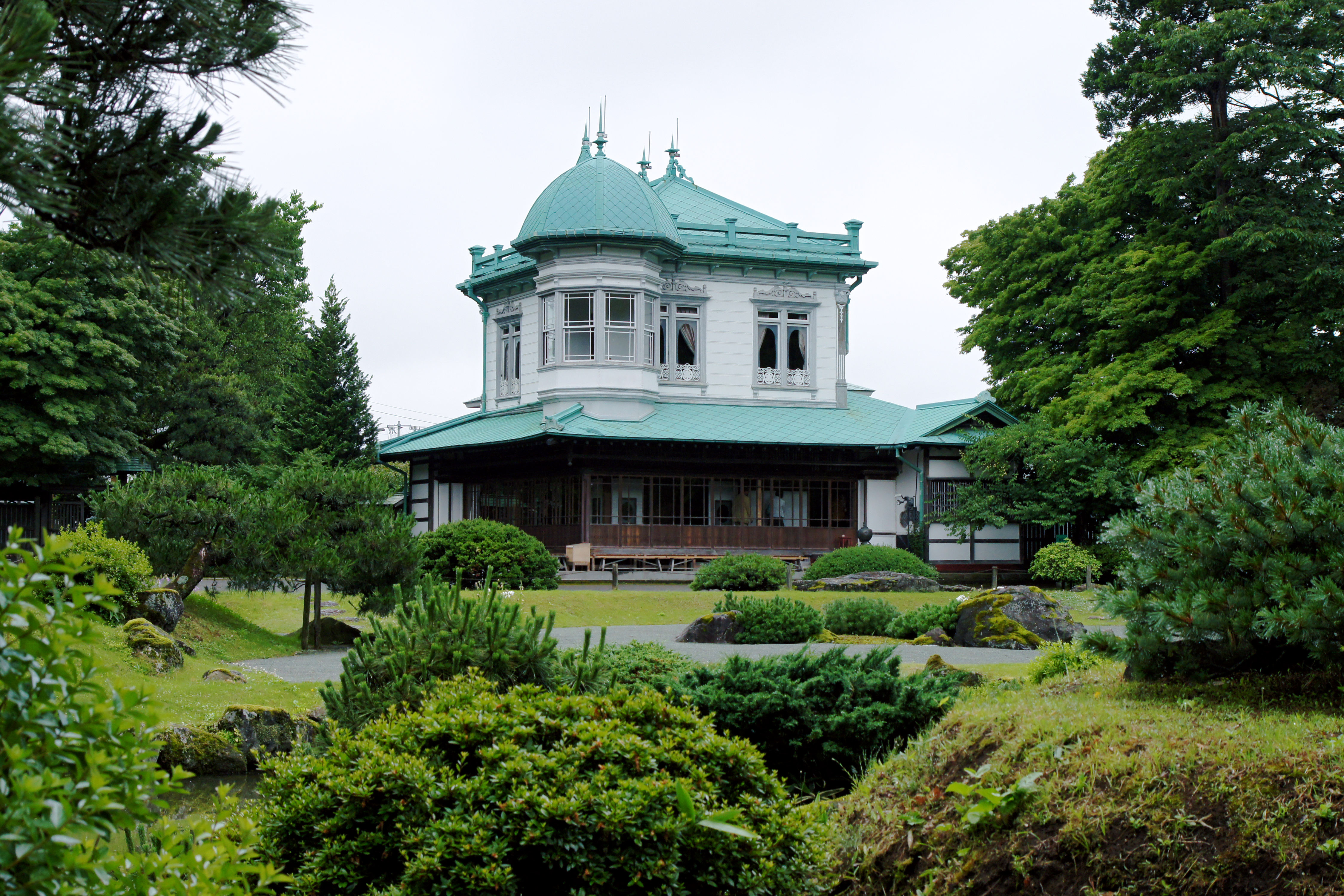
盛美館（青森県平川市・盛美園）

原作では19 - 20世紀のイギリスを舞台とするが、本作では現代の日本に舞台を移している。この翻案について宮崎は、より身近な舞台を設定することで、描写にあたり自分たちの暮らしを改めて考えたり、小人たちを自分たちの立場に引き寄せて描くといった意図を明かしている。企画書では「場所は見慣れた小金井かいわいで良い」とされたが、これは制作にあたっての参考であり、公式に舞台地は特定されていない。登場する和洋折衷の屋敷や庭園は、青森県平川市の盛美園がモデルとされた。また、東京都小金井市の「はけの森美術館」の水路の風景も参考にされたといわれている。
もう一人の主人公である翔について、米林監督は、アリエッティとは対照的な背景を持ったキャラクターとして描いており、そうした翔とアリエッティの対等な交流を描くことで、翔の心が解放されてゆく物語を意図していると明かしている。また、翔のキャスティングは、キャラクターデザインの段階から神木隆之介を想定していた。作画スタッフは作画ルームにも神木のポスター等を貼り、動作・表情の研究をしたとされ、神木は翔のキャラクター自体のモデルとされる。
監督には宮崎の発案から若手を起用する方針が決まっており、鈴木の提案により中堅アニメーターの米林宏昌が起用された。鈴木が米林を提案した理由は諸説あり、鈴木は、昼食時によく顔を合わせていたため名前が浮かんだとも、宮崎が大事にしているアニメーターなので監督に指名したら宮崎が困るだろうと思ったとも（ざっくばらんな話と前置きした上で）述べている。宮崎は、監督になりたがる野心的な人間がいない中での賭けだと述べ、米林について、アニメーターとしての才能のほか、飾らず人に好かれる人徳があると述べている。
本作の約40年前に宮崎と高畑が構想した企画は『チッカポッカ』といった題の、小人たちが狩りをするといった内容であったが、その後、宮崎による別の企画へと発展した。宮崎が東京ムービーに提出した企画ではコロポックルの兄妹が天井裏に住み着いて珍騒動を起こすといったユーモラスな物語が想定されており、この原案は企画段階で藤子・F・不二雄によって大幅に改変され『ジャングル黒べえ』に結実した。

## 公開に向けて
2010年5月8日より全国約20箇所の劇場で、テント生地で作られた縦1.8m×横10.5mの超パノラマサイズポスターが張り出された。
公開に先立つ7月11日の試写会には、ギャルママ雑誌『アイラブママ』の人気モデルとして知られる日菜あこと野田華子が出席。
2010年7月17日より10月3日まで東京都現代美術館で『借りぐらしのアリエッティ×種田陽平展』を開催。1200m2を超える展示室に巨大なセットが組まれた。8月17日には来場者が10万人を突破する程の大好評となっている。この美術展はその後愛媛（愛媛県美術館）、神戸（兵庫県立美術館）、新潟（新潟県立近代美術館）と全国を回っている。
前売り券は2010年6月17日時点の発売後約2か月で54,000枚を超える売り上げを記録。これは前作『崖の上のポニョ』より約3倍の記録となった。
2010年8月10日にはNHKで、映画完成までの舞台裏を密着したドキュメント『ジブリ 創作のヒミツ 宮崎駿と新人監督 葛藤の400日』が放送されている。

## 興行成績
全国447スクリーンで公開され、2010年7月17,18日初日2日間で興収約9億円、動員は約68万人になり映画観客動員ランキング（興行通信社調べ）で初登場第1位となった。更に公開3日間（17-19日）では動員103万8,138人、興収13億4,979万8,700円を記録し100万人超えを達成している。客層の6割が女性で占められ、ぴあ初日満足度ランキング（ぴあ映画生活調べ）でも第4位となっている。更に公開第2週目で累計動員が206万2,166人となり早くも動員200万人を突破。公開第3週には累積動員は300万人を突破、公開第4週には興収が50億円を突破しランキング連続第1位に、公開第6週には動員600万人を突破している。
最終興収は92.6億円になり2010年度興行収入邦画第1位となっている。

### 海外での公開
フランスでは2011年1月12日、台湾では2011年1月14日から公開。イギリスでは『The Borrower Arrietty』のタイトルで2011年7月29日に公開、北米では『The Secret World of Arrietty』のタイトルで2012年2月17日よりディズニー配給で公開、吹き替えもアリエッティ役をイギリス版ではシアーシャ・ローナン、北米版ではブリジット・メンドラーと別に配役がされている。
北米では当時最高だった『崖の上のポニョ』を上回る全米1522館一斉封切りが行われ、オープニング興収640万ドル、最終的な興行収入は約1900万ドルを記録。いずれもジブリ作品としては『崖の上のポニョ』を上回り、最高記録となっている。

## テレビ放送
2011年12月16日、日本テレビ『金曜ロードショー』にて初放送を行った。
| 回数 | 放送日         | 番組名           | 視聴率 |
| ---- | -------------- | ---------------- | ------ |
| 1    | 2011年12月16日 | 金曜ロードショー | 16.5%  |
| 2    | 2014年07月18日 | 金曜ロードSHOW!  | 17.2%  |
| 3    | 2017年07月07日 | 金曜ロードSHOW!  | 09.1%  |
| 4    | 2020年08月28日 | 金曜ロードSHOW!  | 10.6%  |

視聴率はビデオリサーチ関東地区調べ。

## 受賞
- 第34回日本アカデミー賞最優秀アニメーション作品賞[35][36]
- 東京アニメアワード2011 アニメーション オブ ザ イヤー[37]
- 第11回ニッポン・コネクション ニッポン・シネマ賞

## スタッフ
| 企画 脚本                               | 企画 脚本                               | 宮崎駿 |
| プロデューサー                          | プロデューサー                          | 鈴木敏夫 |
| 監督                                    | 監督                                    | 米林宏昌 |
| 原作                                    | 原作                                    | メアリー・ノートン『床下の小人たち』（林容吉訳、岩波少年文庫刊） |
| 原作権管轄制作                          | 原作権管轄制作                          | ウォルト・デファリア |
| 脚本                                    | 脚本                                    | 丹羽圭子 |
| 制作                                    | 制作                                    | 星野康二 |
| 音楽                                    | 音楽                                    | セシル・コルベル |
| 作画監督                                | 作画監督                                | 賀川愛、山下明彦 |
| 作画監督補                              | 作画監督補                              | 中村勝利、小野田和由、横田匡史、廣田俊輔、山形厚史 |
| 原画                                    | 原画                                    | 田中敦子、山田憲一、芳尾英明、山森英司、松尾真理子、稲村武志、古屋勝悟、鈴木麻紀子、田村篤、大橋実、佐藤雅子、今野史枝、山田伸一郎、高橋もよ、三浦智子、石角安沙美、二木真希子、大塚伸治、浜洲英喜、近藤勝也、佐々木美和、東裕子、赤堀重雄、押山清高、野崎麗子、上石恵美、中武学、宇佐美皓一、川口隆、西野理恵、室井康雄、志村恵美子、江畑諒真、名倉智史、久保まさひこ、益山亮司、藤原宏樹、加藤恵子、佐藤好春 |
| 動画検査                                | 動画検査                                | 藤井香織 |
| 動画検査補                              | 動画検査補                              | 鈴木まり子 |
| 動画                                    | 動画                                    | 舘野仁美、手島晶子、大村まゆみ、中込利恵、斎藤昌哉、アレキサンドラ･ワエラウフ、檜垣恵、秋田雅子、熱田幸永、新井陽次郎、安東雅代、大崎結衣、太田衣美、奥田明世、小倉安見、河原奈緒子、子安未紗、島幸子、杉浦文昭、竹花健吾、田村瑛美、長澤翔子、西田朋子、野口佳枝、藤澤志織、松浦結、松村亜沙子、八木香澄、和田直也、松村舞子、中野洋平、黄順河、おいかわ、東誠子、西戸スミエ、槇田喜代子、土岐弥生、富沢恵子、矢地久子、藤森まや、真野鈴子、村田充範、福井智子、戸津由美子、甲斐唯人、植田華菜子、寺田眞佐子、櫻本愛佳、宮田知子、松下敦子、中野江美、加来由加里、谷平久美子、山浦由加里、中里舞、金子由紀江、中西雅美、小山正清、福井理恵、大谷茜、江山梨恵、西河広美、寺田久美子、伊藤かおり、田名部節也、岩上由武、西尾祐介、畠山沙海奈、菊池ともゑ、康菜摘、三橋妙子、成田貴司、大原真琴、松本恵、沖田博文、石井邦俊、三谷暢之、小島知之、大越武志、望月頼子、有馬弘美、徳田大貴、松永絵美、野々下いおり、栗原美樹、二松真理、大口茜、滝野茉美、加藤美穂、山岸舞、中村佑美子、東亮太 |
| 作画協力                                | 作画協力                                | アニメトロトロ、スタジオたくらんけ、中村プロダクション、スタジオコクピット、動画工房、日本アニメーション、タツノコプロ、GAINAX、GONZO、旭プロダクション、オザワデザインワークス、BONES、マッドハウス、亜細亜堂、STUDIO 4℃ |
| 美術監督                                | 美術監督                                | 武重洋二、吉田昇 |
| 背景                                    | 背景                                    | 田中直哉、春日井直美、伊奈涼子、平原さやか、福留嘉一、中里昌子、矢野きくよ、大森崇、高松洋平、芳野満雄、西川洋一、佐藤詩穂、中村聡子、牟田いずみ、石井弓、新田有花、男鹿和雄、小倉宏昌、吉岡誠子、渡邊洋一、岩田美里 |
| ハーモニー                              | ハーモニー                              | 高屋法子 |
| 背景協力                                | 背景協力                                | 小倉工房、アーティスティック プラネット |
| 色彩設計                                | 色彩設計                                | 森奈緒美 |
| 色指定補佐                              | 色指定補佐                              | 軽部和子、田村雪絵、松島英子 |
| 仕上検査                                | 仕上検査                                | 高橋広美、石井裕章 |
| 仕上                                    | 仕上                                    | 齋藤純也、加島優生、中村剛士、渡部侑子、小松夕貴、高栁加奈子、古城理恵 T2 Studio 南城久美、清水亜紀子、渡辺奈津美、和田佳澄、柴田好美、猪原奈都子、垣田由紀子、川又史恵 |
| 撮影監督 映像演出                       | 撮影監督 映像演出                       | 奥井敦 |
| 撮影                                    | 撮影                                    | 藪田順二、田村淳、芝原秀典 |
| CG                                      | CG                                      | 三好紀彦、梅澤美樹、泉津井陽一 |
| 特殊効果                                | 特殊効果                                | 糸川敬子 |
| プログラミング                          | プログラミング                          | 井上雅史、岩沢駿 |
| 撮影協力                                | 撮影協力                                | アッセ フィノー ファブリック 奥井厚子、大内香苗、安西良行、高木翼 |
| 音響演出 整音                           | 音響演出 整音                           | 笠松広司 |
| アフレコ演出                            | アフレコ演出                            | 木村絵理子 |
| 録音                                    | 録音                                    | 高木創 |
| フォーリー                              | フォーリー                              | 山口美香 |
| 効果助手                                | 効果助手                                | 松長芳樹 |
| 効果収録                                | 効果収録                                | デジタルサーカス |
| ダビングスタジオ                        | ダビングスタジオ                        | 東京テレビセンター 鈴木修二 |
| 光学録音                                | 光学録音                                | NT audio |
| ドルビーフィルム・コンサルタント        | ドルビーフィルム・コンサルタント        | 河東努、森幹生 |
| dtsマスタリング                         | dtsマスタリング                         | 宇田川浩一、相川敦 |
| キャスティング協力                      | キャスティング協力                      | 林隆司、岡田拓郎 |
| 音響制作協力                            | 音響制作協力                            | dts Japan、コンチネンタル ファーイースト、東北新社、ミディアルタ エンタテインメントワークス |
| 音楽制作                                | 音楽制作                                | サイモン・キャビー |
| 演奏                                    | 演奏                                    | エリック・ゾルニョッティ、ジル・ドンジュ、ルカ・ベネク、ローラン・ミュラー、シリル・ボノー、レジス・ユイバン、ジャン・ベルナール・モンドローニ、シリル・モーラン、パスカル・ブコー |
| タイトル                                | タイトル                                | マリンポスト |
| 編集                                    | 編集                                    | 松原理恵、佐々木紘美、角川桂子、瀬山武司 |
| 制作担当                                | 制作担当                                | 渡邊宏行 |
| 制作デスク                              | 制作デスク                              | 古城環、吉川俊夫 |
| 制作進行                                | 制作進行                                | 三吉弓子 坂本太夫 |
| 制作事務                                | 制作事務                                | 佐々木さとみ、渋谷美音 |
| 制作管理                                | 制作管理                                | 望月雄一郎、伊藤郷平 |
| 演出助手                                | 演出助手                                | 居村健治、仲澤慎太郎 |
| 制作業務担当                            | 制作業務担当                            | 野中晋輔 |
| 制作業務                                | 制作業務                                | 荒井章吉、川端俊之、西方大輔、伊藤望、品川徹、長澤美奈子 |
| 音楽著作権                              | 音楽著作権                              | 長井孝 |
| プロデューサー室                        | プロデューサー室                        | 白木伸子、田村智恵子、市川浩之 |
| プロデューサー補                        | プロデューサー補                        | 伊平容子 |
| 広報                                    | 広報                                    | 西岡純一、栗原節子、西村由美子、小見明子、机ちひろ、小林一美 |
| キャラクター商品開発                    | キャラクター商品開発                    | 今井知己、浅野宏一、安田美香、熱田尚美 |
| 出版                                    | 出版                                    | 田居因、齊藤睦志、北沢聡子、平林亨子、森田由利、佐藤譲、高倉麻寿美 |
| イベント担当                            | イベント担当                            | 橋田真、田中千義、三好寛、筒井亮子、落合健造、青木貴之、藤原綾乃 |
| 管理担当                                | 管理担当                                | 島宮美幸 |
| 管理                                    | 管理                                    | 伊藤久代、山本珠実、齊藤博幸、宮坂由紀子、海老澤夏希、小久保美佐、齋藤深幸、内田沙織、山崎龍平、渡邉訓史、沼沢スエ子、藤田昌子、告きよ子、岩﨑俊一、澤井恒男 |
| 財務経理担当                            | 財務経理担当                            | 玉川典由 |
| 財務経理                                | 財務経理                                | 伊藤高康、一村晃夫、鵜木久徳、伊藤純子 |
| システム・マネージメント                | システム・マネージメント                | 北川内紀幸、林雄吾、槙原彰治 |
| 経営企画担当                            | 経営企画担当                            | 稲城和実 |
| 海外プロモート担当                      | 海外プロモート担当                      | スティーブン・アルバート、武田美樹子、網崎直、エヴァン・マ、藤田泰聡、津司紀子、高野聡子 |
| 監査役                                  | 監査役                                  | 中尾博隆 |
| 協力                                    | 協力                                    | 天木雅和、飯島則充、磯前史子、大竹和美、岡田知子、笠井洋、加瀬未来、河瀬大作、後藤慎司、小松季弘、佐多美保、佐藤タクヤ、佐藤寿一、佐藤友紀、沢登昌樹、鈴木康弘、関根聖一郎、高杉慎一郎、高野詩織、高橋賢太郎、高橋里実、竹内咲子、田中英雄、田中博臣、土谷大輔、冨永理江、中野洋介、服部准、速水直樹、平岡恵実、広瀬春奈、福田啓二、別府彩夏、保志忠郊、細田直樹、宮下博、盛谷尚也、森田正樹、八幡麻衣子、吉川剛志、依田謙一、依田裕彦、鷲巣功、渡辺文野 |
| 特別協賛                                | 特別協賛                                | MS&ADホールディングス、三井住友海上、あいおい損保、ニッセイ同和損保 |
| 特別協力                                | 特別協力                                | ローソン、読売新聞 |
| 宣伝プロデューサー                      | 宣伝プロデューサー                      | 上田美和子、西田信貴 東宝アド 矢部勝、畠山アンナ、松木理恵子、水木雄太、篠原由樹夫、西川由香里、木下敦子、小柳道代、原美恵子、矢島洋、折原裕之、丸山綾、村田一、蔦川亜希 |
| 予告編制作                              | 予告編制作                              | 板垣恵一 |
| 「借りぐらしのアリエッティ」 製作委員会 | 「借りぐらしのアリエッティ」 製作委員会 | 日本テレビ放送網 氏家斉一郎、細川知正、宮崎洋、大山昌作、菅沼直樹、前田伸一郎、大山恭平、畠山直人、平方真由美 電通 高嶋達佳、松下康、高田佳夫、寺田篤、服部洋、白石統一郎、浪川在人 博報堂DYメディアパートナーズ 佐藤孝、大森壽郎、小林昭夫、小崎宏、峯岸卓生、山本倫生、細谷まどか、林麗 ウォルト・ディズニー・ジャパン ポール・キャンドランド、塚越隆行、平野舞子、岸本光司、村中優子、山下幸郎 ディーライツ 鈴木大三、板橋徹、高﨑俊哉、新井紀乃、樋尾亜佐子 東宝 高井英幸、千田諭、島谷能成、新井重人、市川南、伊勢伸平、山内章弘、小野田光 ワイルドバンチ ブラヒム・シウア、ヴァンサン・グリモン、ヴァンサン・マラヴァル |
| 製作担当                                | 製作担当                                | 奥田誠治、福山亮一、藤巻直哉 |
| 現像                                    | 現像                                    | IMAGICA タイミング：平林弘明、上野芳弘 カラー・マネージメント：松本渉、由良俊樹 フィルム・レコーディング：熊倉怜 デジタルシネマ・マスタリング：岡田健 ラボ・コーディネーター：佐藤祐梨子 ラボ・マネージャー：長澤和典、久下理 |
| 制作                                    | 制作                                    | スタジオジブリ |
| 配給                                    | 配給                                    | 東宝 |

前作『崖の上のポニョ』と同様に、エンディングテロップはスクロールで制作に関わったキャスト・スタッフの50音順表記となっており、ラストは「制作　スタジオジブリ」「おわり」となっている。そのため、本来使われるスタッフクレジットは、後年発売されたDVDやブルーレイディスクのジャケット裏面で型に埋めるような形で記載された。